# Antissovietismo

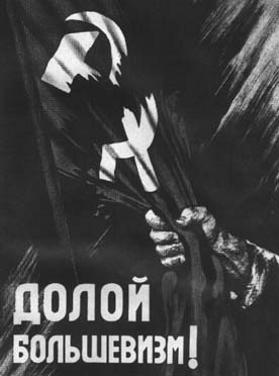
Doloy bolshevizm! (“Abaixo o bolchevismo!”). Cartaz de propaganda nazi em idioma russo, durante a ocupação dos territórios ocidentais da União Soviética que seguiu a operação Barbarossa lançada por Adolf Hitler em 22 de junho de 1941.

Antissovietismo ou antissoviético se referem a pessoas e atividades efetivas ou supostamente dirigidas contra a União Soviética ou o poder do governo dentro da União Soviética.
Podem ser distinguidos três tipos diferentes do uso do termo:
- Opositores dos bolcheviques logo após a Revolução Russa e durante a Guerra Civil Russa.
- Cidadãos soviéticos envolvidos ou pretensamente envolvidos em atividades contra o governo.
- Antissovietismo na política internacional, como a oposição dos Estados Unidos à União Soviética durante a Guerra Fria caracterizado também como Anticomunismo.

Deve-se lembrar que antissovietismo não é semanticamente sinônimo de anticomunismo (considerando que os ambientes eurocomunistas e maoístas também eram freqüentemente hostis para os soviéticos).

## União Soviética
Na URSS, o epíteto antissovietico era sinônimo de  contra-revolucionário, e ser antissoviético era uma ofensa criminal na União Soviética. Atividades e agitação anti-soviética eram crimes políticos manipulados pelo artigo 58 e, posteriormente, o artigo 70 do Código Penal, e artigos semelhantes em outras repúblicas soviéticas.
Para muitas pessoas, a maior evidência de sua culpa era seu status social, em vez de ações reais. Martin Latsis, chefe da Cheka ucraniana, explicou em um jornal:
Não olhe no arquivo para provas incriminatórias. Você não precisa provar que este ou aquele homem agiu contra os interesses do poder soviético. Pergunte a ele em vez de qual classe ele pertence, qual é o seu passado, a sua educação, a sua profissão. Estas são as perguntas que vão determinar o destino do acusado.